# L'Arc (revue)
Pour les articles homonymes, voir Arc.
L'Arc — connue aussi sous le nom de Revue L'Arc —  est ancienne une revue trimestrielle française ayant paru de 1958 à 1986. Elle était dirigée par Stéphane Cordier (1905-1986), homme d'affaires, intellectuel et écrivain originaire de Bruxelles.

## Histoire
Entre 1958 (no 1) et 1986 (no 100), cent numéros ont été publiés.
Les premiers numéros comportaient comme sous-titre : « Cahiers méditerranéens paraissant quatre fois l'an ».
Le siège de la revue était situé à Aix-en-Provence et son comité de rédaction comptait notamment Bernard Pingaud, Catherine Clément, Gilbert Lascault et René Micha.
Publiant d'abord des textes littéraires et des photographies, la revue adopte, à partir de 1961, une formule de numéros thématiques consacrés à des grandes figures contemporaines de la littérature, de la philosophie, de l'art et des sciences humaines.
L'Arc connaît son premier grand succès en 1965 avec son numéro 26 consacré à Claude Lévi-Strauss.
Une partie des numéros épuisés a été rééditée en 1990 chez Duponchelle et en format de poche par les éditions Inculte.
En novembre 2005, la Maison méditerranéenne des sciences de l'homme a organisé un colloque autour de Stéphane Cordier, de sa revue et de son équipe.

## Numéros et thèmes
- (1, 1958)
- (2, 1958)
- Festivals (3, 1958)
- Sud Italien (4, 1958)
- (5, 1959)
- Baroque (6, 1959)
- Fonds sous-marins (7, 1959)
- Van Gogh (8, 1959)
- Les gitans (9, 1959)
- Peinture (10, 1960)
- Le soleil : mythes et réalités (11, 1960)
- (12, 1960)
- La vigne et le vin (13, 1961)
- Byzance (14, 1961)
- Autour d’Aix (15, 1961)
- (16, 1961)
- (17, 1962)
- (18, 1962)
- (19, 1962)
- (20, 1962)
- Photographie (21, 1963)
- René Char (22, 1963)
- Cuba (23, 1963)
- Nabokov (24, 1964)
- Expressionnisme (25, 1964)
- Lévi-Strauss (26, 1965)
- L'opéra comme théâtre (27, 1965)
- Raymond Queneau (28, 1966)
- Jules Verne (29, 1966)
- Sartre aujourd'hui (30, 1966)
- Alain Resnais ou la création au cinéma (31, 1967)
- Georges Bataille (32, 1967)
- Pour le centenaire de Maldoror (33, 1967)
- Freud (34, 1968)
- Jean Dubuffet : culture et subversion (35, 1968)
- Joyce et le roman moderne (36, 1968)
- Intervention surréaliste (37, 1969)
- Hegel (38, 1969)
- Michel Butor (39, 1969)
- Beethoven (40, 1970)
- Melville (41, 1970)
- Gaston Bachelard (42, 1970)
- Pierre Klossowski (43, 1970)
- Bataille II (44, 1971)
- Fellini (45, 1971)
- Merleau-Ponty (46, 1971)
- Marcel Proust (47, 1971)
- Marcel Mauss (48, 1972)
- Gilles Deleuze (49, 1972)
- Gutenberg (50, 1972)
- Iannis Xenakis (51, 1972)
- Michelet (52, 1973)
- Louis Aragon (53, 1973)
- Jacques Derrida (54, 1973)
- Après Brecht (55, 1973)
- Roland Barthes (56, 1974)
- Victor Hugo (57, 1974)
- Jacques Lacan (58, 1974)
- Marcel Duchamp (59, 1974)
- Roman Jakobson : sémiologie, poétique, épistémologie (60, 1975)
- Simone de Beauvoir et la lutte des femmes (61, 1975)
- Ivan Illich (62, 1975)
- Beaubourg et le musée de demain (63)
- Jean-François Lyotard (64, 1976)
- Emmanuel Le Roy Ladurie (65, 1976)
- Yves Bonnefoy (66, 1976)
- Gustav Mahler (67, 1976)
- Raymond Roussel (68, 1977)
- D.W. Winnicott (69, 1977)
- La crise dans la tête (70, 1977)
- Alexandre Dumas (71, 1978)
- Georges Duby (72, 1978)
- Francis Bacon (73, 1978)
- Robert Musil (74, 1978)
- Vladimir Jankélévitch (75, 1979)
- Georges Perec (76, 1979)
- Leonardo Sciascia (77, 1979)
- Georg Groddeck (78, 1980)
- Gustave Flaubert (79, 1980)
- Julio Cortázar (80, 1980)
- Giuseppe Verdi (81, 1981)
- Pablo Picasso (82, 1981)
- Wilhelm Reich (83, 1982)
- William Faulkner (84-85, 1983)
- Panaït Istrati (86-87, 1983)
- Stendhal (88, 1983)
- Henry James (89, 1983)
- Boris Vian (90, 1984)
- Anarchies (91-92, 1984)
- I.B. Singer (93, 1984)
- George Orwell (94, 1984)
- Nathalie Sarraute (95, 1984)
- D.H. Lawrence (96, 1985)
- Henry Miller (97, 1985)
- Marguerite Duras (98, 1985)
- Nabokov (99 [réimprimé du numéro 24], 1985)
- Jean Giono (100, 1986)

## Note
1. ↑  Voir l'appel du colloque, « Stéphane Cordier et L'Arc (1958-1986) : la trajectoire d'une revue », colloque, Calenda, publié le mardi 4 octobre 2005.
2. ↑  Communiqué, Ent'revues : la vie des revues, octobre 2005.